# Juliszew (gromada)
Juliszew (do 30 XII 1959 Wionczemin Polski) – dawna gromada, czyli najmniejsza jednostka podziału terytorialnego Polskiej Rzeczypospolitej Ludowej w latach 1954–1972.
Gromady, z gromadzkimi radami narodowymi (GRN) jako organami władzy najniższego stopnia na wsi, funkcjonowały od reformy reorganizującej administrację wiejską przeprowadzonej jesienią 1954 do momentu ich zniesienia z dniem 1 stycznia 1973, tym samym wypierając organizację gminną w latach 1954–1972.
Gromadę Juliszew siedzibą GRN w Juliszewie utworzono 31 grudnia 1959 w powiecie gostynińskim w woj. warszawskim w związku z przeniesieniem siedziby GRN gromady Wionczemin Polski z Wionczemina Polskiego do Juliszewa i zmianą nazwy jednostki na gromada Juliszew; równocześnie do nowo utworzonej gromady Juliszew włączono obszar zniesionej gromady Czermno.
Gromada przetrwała do końca 1972 roku, czyli do kolejnej reformy gminnej.